# Glyptotendipes uralicus
Glyptotendipes uralicus är en tvåvingeart som beskrevs av Olga M. Martynova 1969. Glyptotendipes uralicus ingår i släktet Glyptotendipes och familjen fjädermyggor. Inga underarter finns listade i Catalogue of Life.